# Arevik
Arevik là một đô thị thuộc tỉnh Armavir, Armenia. Dân số ước tính năm 2011 là 2872 người.